# Донато, Джироламо
Джироламо Донато (итал. Girolamo Donàto; конец 1455, 1456 или 1457, Венеция — 20 октября 1511, там же) — венецианский политик и гуманист. Занимал должность посла в ряде стран Европы, в частности Франции, Португалии, Папской области и в разных странах Апеннинского полуострова, а также герцога Равенны и Брешии. Был членом совета десяти.
«Периферийная фигура» итальянского гуманизма.

## Биография

### Происхождение и ранние годы
Джироламо Донато родился в Венеции. Его отец, Антонио ди Андреа, принадлежал к ветви далла Розе знаменитой патрицианской семьи Донато. Мать Джироламо звали Мария ди Людовико Грабениго. В дате его рождения есть разночтения. Так по словам итальянского историка Паулы Риго, он родился до 1457 года. Американский историк Маргарет Кинг поддержала эту версию. Она писала, что Джироламо родился около 1456 года. Оба историка писали, что 27 ноября 1474 года, когда его представили авогадорам ему было 18 лет. В то же время Джонатан Барс в качестве даты рождения назвал 1457 год.
Джироламо поступил в Падуанский университет. Здесь он обучался греческому языку через латинские переводы, осуществлённые Феодором Газа, как и многие его великие современники, такие как Анджело Полициано, Ермолао Барбаро, Джованни Пико делла Мирандола. Среди его учителей были Никколо Липпомано, Себастьяно Приули, Марко Дандоло, Джованни Кьерекати, Альвизе Анджелиери, Бернардино Грасси, Джироламо да Вилла, Грегорио да Фаэнца, Диониджи «де Францискис». 16 июня 1478 года Джироламо окончил обучение со степенью доктора искусств. Уже в следующем году он сыграл свадьбу с Марией Грабениго ди Альвизе. На его свадьбе присутствовал в том числе и Ермолао, который являлся кольценосцем Джироламо. Свои стихи на латинице на свадьбе зачитывал Галеаццо Фачино Понтико. В браке родилось 11 детей, двое из которых в дальнейшем выбрали церковную карьеру и стали епископами Ханьи (Крит) под именами Августин и Филипп.

### Дипломатическая и государственная служба
Джироламо поступил на дипломатическую службу в 1483 году. Он начал её с должности посла Венецианской республики в Рене (Франция). Год спустя Джироламо направили в Геную, а ещё два года спустя — в Португалию. В 1488 году он занимал должность посла при дворе императора Священной Римской империи и короля Германии Максимилиана. С 1489 по 1490 год Джироламо находился в Милане, а следующие два года был легатом в Риме при дворе у Папы. В 1492 году он временно приостановил дипломатическую карьеру, однако его государственная служба продолжилась с должности герцога Равенны, назначенного дожем Венеции. В 1495—1497 годах занимал должность вице-капитана и герцога Брешии. Одновременно с этой должностью он вернулся и к дипломатической работе, в 1496 году направившись послом в Лукку. В 1497 году Джироламо занял должность члена защитника террафермы, коллегии из пяти магистратов, представители которой были ответственны за защиту от врага материковых владений Венецианской республики («Терраферма»). В том же году он вновь направился в Рим, где пробыл до 1499 года.
16 июня 1499 года Джироламо занял пост видама в Ферраре, который покинул в следующем году. Джироламо оставил после себя дневники, в которых описал, что в годы его пребывания на этом посту герцогство Феррара находилось в состоянии финансовой нестабильности, тяжёлого налогового гнёта и «народного уныния», что было вызвано страхами герцога Эрколе I д’Эсте перед могуществом Франции и Чезаре Борджиа. Он писал: «Этот город находится во власти тирана». После этого его должности чередовались с внутригосударственных на дипломатические.

### Научно-писательская карьера
Работы писал как под своим настоящим именем, так и под его латинизированной версией Hieronymus (Иероним).

#### Работы
- Apologeticus ad Graecos de principatu Romanae Sedis :  [лат.]. — Romae : in aedibus F. Minitii Calui, mense Ianuario, 1525. — 71 p.
- Ad Caesarem pro re Christiana oratio :  [лат.]. — Venetiae : Bernard. Venetus de Vitalibus, 1501. — 12 p.
- Contra Caroli regis Francorum in Senatum Venetum calumnias apologia :  [лат.]. — Romae, 1505. — 20 October.
- Epistola ad Oliverium cardinalem Neapolitanum in qua Romanam Ecclesiam primatum ecclesiasticae dignitatis obtinere et Petrum esse petram et fundamentum ecclesiae doctissime comprobatur :  [лат.]. — Romae, 1506.
- Epistola ad Vetrum Contarenum de terraemotu Cretensi :  [лат.]. — Romae, 1508. — 15 Iulius.
- Hieronymi Donati doctoris apud Iulium. II. pont. max. oratoris Veneti in oboedientia oratio :  [лат.]. — Romae, 1505. — 15 p.
- De processione Spiritus Sancti contra Graecum scbisma :  [лат.]. — Romae, 1505.

### Последние годы жизни и смерть
Джироламо умер 20 октября 1511 года в Венеции. По предположению Кинг, он мог прожить последние годы и скончаться в бедности. По крайней мере, об этом говорят архивные документы.

## В культуре
Джироламо Донато является персонажем исторического детектива американской писательницы Донны Леон «Искушение прощением».